# Behind the Music: Mötley Crüe
Behind the Music: Mötley Crüe es un documental de los muchos que ha emitido la cadena de televisión VH1 sobre diferentes bandas y artistas de música. Este documental es sobre la banda de Glam metal y Hard rock Mötley Crüe donde relata toda su historia desde el comienzo. Fue emitido el 13 de diciembre de 1998 en VH1 y más tarde fue lanzado en DVD a través de Mötley Records y Hip-o Records.

## Personal

### Mötley Crüe
- Vince Neil - Voz
- Mick Mars - Guitarra
- Nikki Sixx - Bajo
- Tommy Lee - Batería

### Otros
- Pamela Anderson
- John Corabi
- Larry Flint
- Jim Forbes
- Don McGhee
- Ozzy Osbourne
- Bob Rock